# Gloversville
Gloversville is een plaats (city) in de Amerikaanse staat New York, en valt bestuurlijk gezien onder Fulton County.

## Demografie
Bij de volkstelling in 2000 werd het aantal inwoners vastgesteld op 15.413.
In 2006 is het aantal inwoners door het United States Census Bureau geschat op 15.175, een daling van 238 (-1,5%).

## Geografie
Volgens het United States Census Bureau beslaat de plaats een oppervlakte van
13,2 km², geheel bestaande uit land. Gloversville ligt op ongeveer 260 meter boven zeeniveau.

## Plaatsen in de nabije omgeving
De onderstaande figuur toont nabijgelegen plaatsen in een straal van 12 km rond Gloversville.